# Geositta peruviana
Geositta peruviana là một loài chim trong họ Furnariidae.

## Hình ảnh

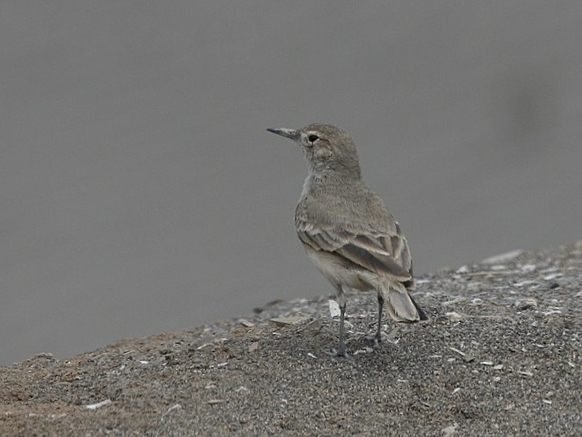
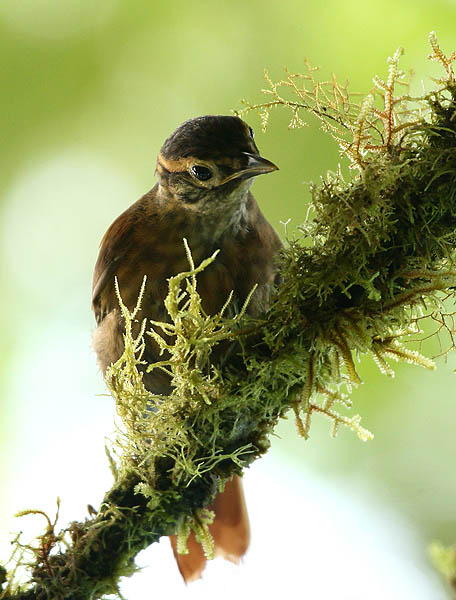